# Zelena Sahara
Zelena Sahara je Sahara kakva je bila prije 6000 godina.
Sahara je naizmjence sušna i zelena kao posljedica pomicanja paleomonsuna.  Monsuni se ciklično pomiču ka sjeveru ili jugu. Proizvod je to dinamike Zemljinog kretanja. Zato što se nagib Zemljine osi mijenja u pravilnom ciklusu, pri čemu je planet Zemlja povremeno više nagnuta prema Suncu, a povremeno manje. Nadalje se i Zemljina os kreće poput osi zvrka. Promjenljiv je ciklično i nadnevak Zemljinog  perihela.
U uvjetima oštre nagnutosti sjeverne  Zemljine polukugle ka Suncu i kad mu je Zemlja najbliža, povećana je količina Sunčeva svjetla. Tada na sjeveru tijekom ljeta može prouzročiti pomicanje  afričkog monsuna (koji se danas javlja između  polutnika i, približno, 17° sjeverne zemljopisne širine) k sjeveru, što se doista i zbilo prije 10.000 godina te je zapuhnuo po sjevernoj Africi. Posljedica vlažnog ciklusa je fosilna voda, pa je ispod Sahare golema količina slatke vode, dovoljna za napuniti bazen omanjeg mora. Dio je možda nastao čak i prije milijun godina. Pretpovijesna umjetnost na saharskim stijenama nedvojbeno prikazuje okoliš bogat vodom. Naslikali su vodenkonje, sisavce koje se može vidjeti samo u kraju sa stalnom vodom, jer im je voda potrebna tijekom cijele godine.
Suprotni ciklični proces odvio se prije oko 5000 godina. Monsun se znatno pomaknuo ka jugu. Pretpovijesni Saharci shvaćali su da im se njihovom zelenom okolišu događa nešto  kataklizmično što nije tek obična dugotrajna suša. Vjerojatno su postupno migrirali k dolini Nila. Upravo u tom prijelaznom dobu počela cvjetati staroegipatska kultura. Suvremena znanost trebala je mnogo vremena za shvatiti i prihvatiti brzinu procesa i da su se neke klimatske promjene u prošlosti dogodile brzo poput bilo čega iz današnjice. Tlo se sušilo, voda je isparavala u nepovrat, otekla drugamo ili prodrijela u duboko u zemlju nedostupno korijenju većine raslinja. Površinska pojila su isušila što je onemogućilo život većine životinja i ljudi. Flora je presahnula, a kako i bilje pridonosi zadržavanju vode u tlu, tlo je izgubilo sposobnost zadržavanja vode kad bi  kiša i pala. Isparavanjem je nastajalo sve manje oblaka. Kad je i kišilo, nije bilo koristi od toga zbog prije opisanih procesa. Isušivanje se ubrzavalo. Prije 4000 godina Sahara se pretvorila u pustinju kakva je danas.
Osim prirodnih razloga, opustinjenje Sahare se zbilo i zbog antropogenih razloga. Prije 10.000 godina bila je u potpunosti u zelenilu. Jezera su istočkala i rijeke su ispresjekle njenu površinu. Posvuda su bile šume i travnjaci. Životinja je bilo napretek a biljni svijet je bujao. Staništa kakva su danas na zemljopisnim širinama umjerenog pojasa drevni su stanovnici tadašnje Sahare nacrtali po stijenama iz tog doba. Crteži sadržavaju prizore kupanja ili lova na životinje. Istraživanje objavljeno u ožujskom broju časopisa Frontiers in Earth Science iz 2017. kaže da je uzrok pretvaranja Sahare u pustinju veliko ljudsko naseljavanje i poljodjelska djelatnost. Masovno ljudsko doseljavanje dogodilo se prije 8000 godina. Divljinsko raslinje i lovačko-sakupljačka djelatnost nije više pribavljala dovoljno ni redovno potrebnuhranu, niti se moglo pouzdati u uspješnost budućih lovova i sakupljanja. Radi osiguranja redovne i dovoljne opskrbe hranom, počeli su se baviti poljoprivredom i stočarstvom. Umjesto raznolikih biocenoza i raznih biljaka, sve više su se prostirala kultivirana zemljišta s nasadom od samo jedne biljne vrste. Takve površine više nisu bile u stanju zadržavati vodu. Začetci izostanka vlage bili su samo u maloj mjeri i točkasto. Stoljeća su prolazila, neprimjetna pojava postala je uočljiva, veća, rasla je i protjekom vremena je ubrzavala. Zeleno je postala ogolina, od pukog izostanka vode nastajala su sušna područja. Isušeno sd područje raširilo te već nakon 1000 godina nakon masovnog doseljavanja ljudi, usred današnje Sahare ljudska je djelatnost stvorila neizravnim putem pustinju. Intenzivno poljodjelstvo je prema spoznajama do kojih su došli arheolozi i geolozi krenulo iz nilskog porječja ka Sahari na zapad. Nepoznavanje ekoloških i klimatskih zakonitosti uzelo je potom velik i okrutan danak. Ishod su bile velike promjene u okolišu i klimatske promjene. Dok su rije 10.000 godina prolazili čak i monsuni, silovite promjene promijenile su tokove zračnih masa da je Sahara izvor tako zagrijanog zraka da pokreće uragane koji zapuhuju i Sjevernu i Srednju Ameriku, i to sve većih razarajućih sposobnosti kako klimatske promjene napreduju.